# Milan-San Remo 1921
La 14e édition de la course cycliste, Milan-San Remo a eu lieu le 3 avril 1921 et a été remportée par l'Italien Costante Girardengo. 

## Classement final
|    | Cycliste            | Pays     | Équipe          | Temps           |
| -- | ------------------- | -------- | --------------- | --------------- |
| 1  | Costante Girardengo | Italie   | Stucchi-Pirelli | 9 h 30 min 00 s |
| 2  | Giovanni Brunero    | Italie   | Legnano-Pirelli | + 0 s           |
| 3  | Giuseppe Azzini     | Italie   | Stucchi-Pirelli | + 3 min 30 s    |
| 4  | Alfredo Sivocci     | Italie   | Legnano-Pirelli | + 3 min 30 s    |
| 5  | Ugo Agostoni        | Italie   | Legnano-Pirelli | + 8 min 00 s    |
| 6  | Henri Pélissier     | France   | -               | + 8 min 00 s    |
| 7  | Clemente Canepari   | Italie   | Legnano-Pirelli | + 8 min 00 s    |
| 8  | Gaetano Belloni     | Italie   | Bianchi-Dunlop  | + 14 min 00 s   |
| 9  | Carlo Galetti       | Italie   | Legnano-Pirelli | + 16 min 30 s   |
| 10 | Philippe Thys       | Belgique | -               | + 17 min 10 s   |